# Sonaca (bedrijf)

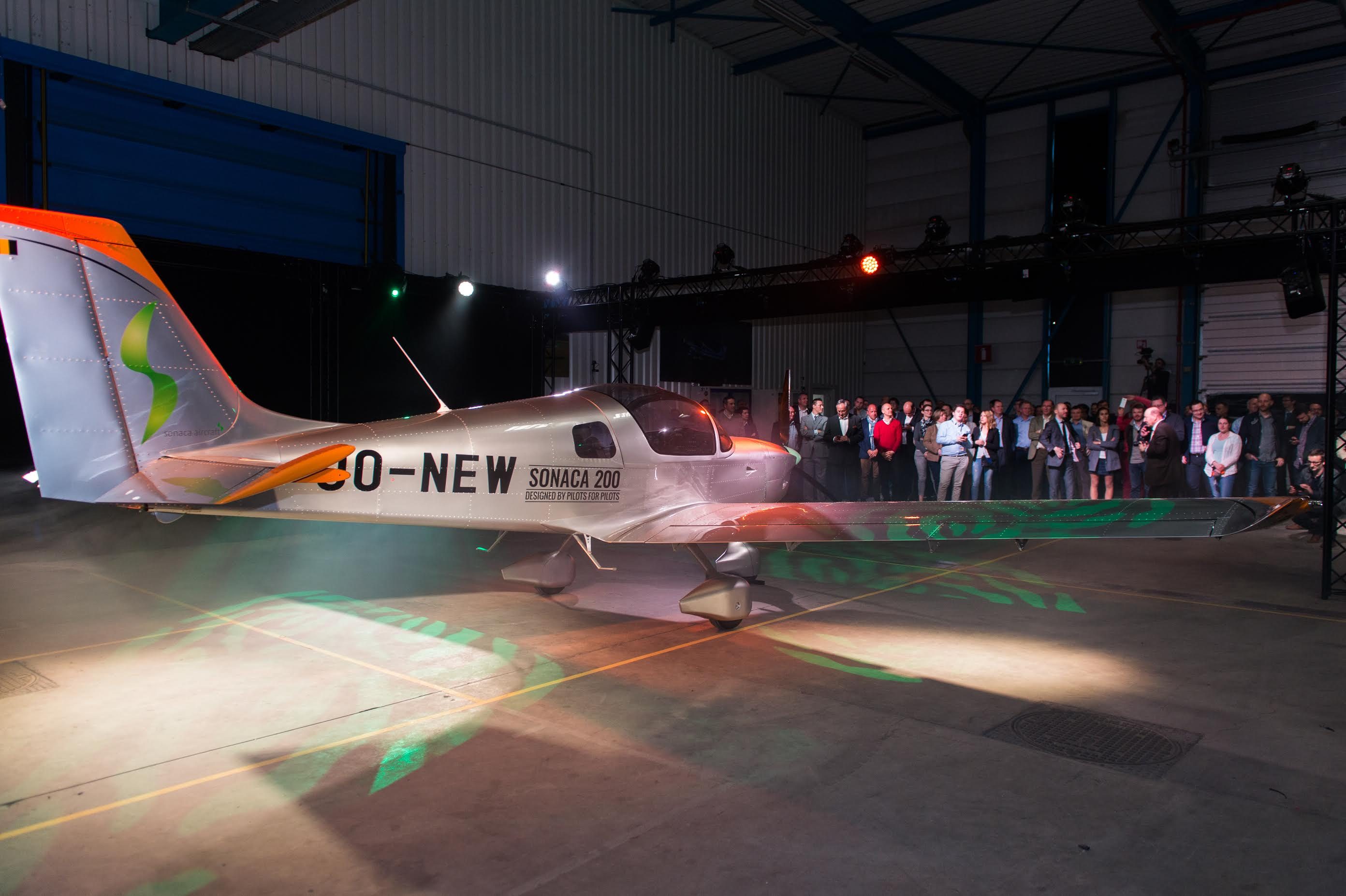
Eerste Sonaca 200 tweezitter rolt uit de fabriek

Sonaca (Société Nationale de Construction Aérospatiale S.A.) is een Belgisch bedrijf. Sonaca is sinds de oprichting grotendeels in handen van het Waalse Gewest via de dochteronderneming van de SRIW, de Fiwapac en Wespavia. Sonaca fabriceert vooral vleugelonderdelen voor Airbus, Dassault, EMBRAER, Grob en de Eagle UAV-B Hunter. In 2021 werkten ongeveer 3540 mensen voor het bedrijf, dat een omzet behaalde van 450 miljoen euro.

## Geschiedenis
Sonaca ontving in 1979 zijn naam nadat het moederbedrijf Fairey in 1977 in financieel zwaar weer kwam en de Belgische regering zich genoodzaakt voelde dochteronderneming Avions Fairey in Gosselies over te nemen, deels om sociale onrust te voorkomen maar ook om de licentieproductie van de F-16 veilig te stellen. Van 1979 tot 1991 produceerde het bedrijf 220 F-16's voor zowel de Belgische als de Deense luchtmacht.
In 1979 sloot Sonaca zich ook aan bij Belairbus voor het fabriceren van onderdelen voor de Airbus. In 1990 kwam Sonaca voor moeilijkheden te staan, maar werd het partner van het Braziliaanse EMBRAER ERJ135/ERJ145 programma. In 1992 richt Sonaca samen met o.a. SABCA het consortium Flabel op, via dit consortium werkt men mee aan de ontwikkeling van het militaire transportvliegtuig Airbus A400M. Er volgde in 1995 desondanks toch een ontslagronde, waarbij 260 werknemers werden ontslagen, en een reorganisatie onder leiding van Christian Jacqmin. Niet rendabele onderdelen werden afgestoten en er werd meer ingezet op burgerluchtvaart ten koste van de militaire tak. In 2000 opende Sonaca in het Braziliaanse São José dos Campos een dochteronderneming dicht bij EMBRAER, genaamd SOBRAER, waar men zich vooral bezighoudt met de fabricage van romponderdelen. Vanaf 2004 beschikt men ook over twee bedrijfjes in São José dos Campos die kleine vliegtuigonderdelen leveren, namelijk PESOLA en SOPEÇAERO.
Rond 2000 was het bedrijf weer rendabel en had het inmiddels ook weer meer werknemers dan voor de ontslagronde. Vanaf 2003 kampt Sonaca weer met financiële problemen. Dit probeert men te compenseren door ontslagen en het verplaatsen van arbeidsintensieve productie naar Brazilië.
In 2003 nam Sonaca het Canadese NMF Global over in Mirabel (Québec), Canada en in Wichita (Kansas), VS waar men voornamelijk vleugelpanelen maakt voor verschillende vliegtuigfabrikanten waaronder Bombardier en IAI. Op 6 mei 2014 werd Sonaca NMF Wichita verkocht aan het Franse Figeac Aero en de naam verandert in FGA Wichita. In 2017 slaagde Sonaca er in de Amerikaanse vliegtuigonderdelen producent LMI Aerospace uit St. Louis over te nemen. Met een overnamesom van 191 miljoen dollar was dit de grootste acquisitie tot dan toe.
Van 2008 tot 2021 was Bernard Delvaux CEO.
In 2012 opende Sonaca in samenwerking met een dochteronderneming van Airbus, ELTRA een fabriek in Tianjin, genaamd Sinelson Aero voor de productie van vleugelpanelen voor de Airbus. In 2014 nam Sonaca de aandelen van ELTRA over.
In 2015 opende Sonaca een vestiging in Moldovenești (Roemenië) genaamd Sonaca Aerospace Transilvania. In 2016 breidde Sonaca zijn werkzaamheden in Roemenië uit door een joint-venture aan te gaan met het Franse Novae Aerospace onder de naam AERO FORMING Transylvania in Turda. Waarbij Sonaca 60% van de aandelen bezit.
In 2016 nam het het Duitse Active Space Technologies GmbH (AST) over en hernoemde het in Sonaca Space GmbH. In 2017 produceerde Sonaca hun eerste eigen vliegtuigje, de tweezitter Sonaca 200, een samenwerking tussen Sonaca, drie ingenieurs van Sonaca en een Zuid-Afrikaanse vliegtuigbouwer The Airplane Factory. In 2022 staakte de productie van dit vliegtuig na 27 exemplaren te hebben gemaakt.